# Jacobus Latomus

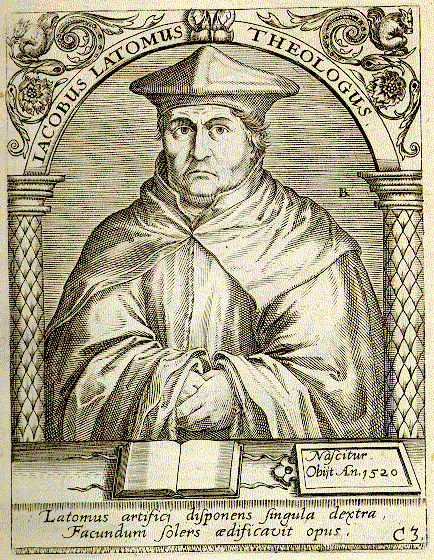
Portret uit een 17e-eeuws boek

Jacques Masson, gelatiniseerd Jacobus Latomus (Cambron, ca. 1475 – Leuven, 29 mei 1544) was theoloog aan de Universiteit van Leuven en bisschoppelijk inquisiteur in de Lage Landen. Hij was de grote tegenspeler van Maarten Luther en wierp zich ook op als tegenstander van Erasmus, Melanchthon en Oecolampadius.

## Loopbaan
Latomus studeerde aan het Collège de Montaigue van Parijs en werd er magister artium. Op 16 augustus 1519 promoveerde hij tot doctor in de theologie. Hij werd hoogleraar aan de Universiteit van Leuven en in 1537 rector. Tot zijn overlijden in 1544 werkte hij vanuit Leuven.
Hij aarzelde niet een polemiek te starten binnen de eigen universiteit door een frontale aanval op Erasmus en zijn Collegium Trilingue. In zijn geschrift De trium linguarum et studii theologici ratione dialogus (1519) verzette Latomus zich tegen het teruggaan naar de grondteksten en verdedigde hij de traditionele scholastiek, waarin naast de Bijbelstudie ook plaats was voor logica, dialektiek, moraalfilosofie en metafysica. Op zeker ogenblik maakte Erasmus hem de venijnige toevoeging 'Hephestion', een verwijzing naar zijn manken. Nadat hij in 1521 samen met Nicolaas Baechem tot inquisiteur in de Nederlanden was benoemd, maakte Erasmus vanuit het veilige Bazel hen belachelijk als het duo "Steen en Kameel"
Als inquisiteur voerde Latomus processen tegen Jacobus Praepositus (1522) en William Tyndale (1535-36), de bijbelvertaler die op de brandstapel eindigde.
In 1526 benoemde Robert van Croÿ, de bisschop van Kamerijk, Latomus tot koorheer.
Hoewel hij doorging voor de grootste ketterjager van Europa en ook Luther niet spaarde, gooide die laatste hem in 1533 een bloemetje door hem 'de geleerdste onder de tegenstanders' te noemen. In het algemeen sprak Luther over de Leuvense theologen als 'ezels'.
Latomus stierf op 29 mei 1544 en werd begraven achter het hoogaltaar van de Sint-Pieterskerk. Later kreeg hij daar het gezelschap van een neef die dezelfde naam droeg.

## Doorwerking
Na zijn dood raakte Latomus in de vergetelheid en leefde hij slechts voort als een randfiguur in Luthers geschriften. In de 20e eeuw werd zijn werk herontdekt. Met name Joachim Rogge prees hem als een van de weinige rooms-katholieke theologen die ernstig in debat was gegaan met Luther.
Naar Latomus is een academisch tijdschrift genoemd en een aula van de Universiteit van Luxemburg in Walferdange.

## Werken (selectie)
- De trium linguarum et studii theologici ratione dialogus (Antwerpen, 1519)
- Articulorum doctrinae fratris M. Lutheri per theologos Lovanienses damnatorum ratio ex sacris literis et veteribus tractatoribus (Antwerpen, 1521)
- De primatus pontificis adversus Lutherum (1525)
- De confessione secreta (Antwerpen, Michael Hillenius Hoochstratanus, 1525), beschikbaar via KU Leuven Bijzondere Collecties
- De ecclesia et hvmanae legis obligatione (Antwerpen, Michael Hillenius Hoochstratanus, 1529), beschikbaar via KU Leuven Bijzondere Collecties.
- Confutationum adversus Guililmum Tindalum (1542)
- Duae epistolae, una in libellum de ecclesia, Philippo Melanchthoni adscripta; altera contra orationem factiosorum in comitiis Ratisbonensibus habitam (Antwerpen, 1544)
- Opera omnia (Leuven, 1550)